# Наяшков Іван Семенович
Іван Семенович Наяшков (21 листопада 1924, село Андрєєвське Александровського повіту, тепер Юр'єв-Польського району Владимирської області, Російська Федерація — 2 червня 1998, місто Москва) — радянський діяч, директор Всесоюзного електротехнічного інституту імені Леніна, голова Державного комітету СРСР у справах винаходів і відкриттів. Член Центральної Ревізійної Комісії КПРС у 1981—1990 роках. Кандидат технічних наук (1954).

## Життєпис
Народився в селянській родині.
У 1941—1942 роках — студент Московського енергетичного інституту.
З 1942 року — черговий наглядач радіовузла, технік радіовузла районної контори зв'язку міста Ступіно Московської області.
У 1949 році закінчив Московський енергетичний інститут.
У 1949—1950 роках — в.о. начальника курсу, в 1950—1953 роках — аспірант Московського енергетичного інституту.
У 1953—1956 роках — асистент, старший викладач, в.о. доцента Харківського політехнічного інституту імені Леніна.
У 1956—1961 роках — старший науковий співробітник, у 1961—1964 роках — начальник відділу Всесоюзного електротехнічного інституту імені Леніна.
Член КПРС з 1961 року.
У 1964—1973 роках — директор Всесоюзного електротехнічного інституту імені Леніна.
У 1973—1975 роках — заступник голови, у 1975—1979 роках — 1-й заступник голови Державного комітету Ради міністрів СРСР у справах винаходів і відкриттів.
19 січня 1979 — грудень 1987 року — голова Державного комітету СРСР у справах винаходів і відкриттів. У грудні 1987 — 7 червня 1989 року — голова Державного комітету СРСР з винаходів і відкриттів при Державному комітеті СРСР із науки і техніки.
З липня 1989 року — персональний пенсіонер союзного значення в Москві.
Помер 2 червня 1998 року в Москві. Похований на Ніколо-Архангельському цвинтарі.

## Нагороди і звання
- орден Жовтневої Революції
- орден Трудового Червоного Прапора
- медалі